# Trichobius uniformis
Trichobius uniformis är en tvåvingeart som beskrevs av Charles Howard Curran 1935. Trichobius uniformis ingår i släktet Trichobius och familjen lusflugor. Inga underarter finns listade i Catalogue of Life.